# اچ‌ام‌اس لئوپارد (۱۷۹۰)
اچ‌ام‌اس لئوپارد (۱۷۹۰) (به انگلیسی: HMS Leopard (1790)) یک کشتی بود که طول آن ۱۴۶ فوت ۵ اینچ (۴۴٫۶ متر) بود. این کشتی در سال ۱۷۹۰ ساخته شد.